# Kings Never Die
Kings Never Die è un singolo del rapper statunitense Eminem inciso in collaborazione con la cantante pop Gwen Stefani, pubblicato il 10 luglio 2015 come secondo estratto dall'album Southpaw - L'ultima sfida dalla etichetta discografica Interscope. 
Il brano è stato scritto da Gwen Stefani, Luis Resto, Kahlil Abdul-Rahman, Eminem, Liz Rodrigues, Erik Alcock e Chin Injeti e prodotto da DJ Khalil.

## Tracce
1. Kings Never Die (Explicit) – 5:02
2. Kings Never Die (Edited) – 5:02

## Classifiche
| Classifica (2015) | Posizione raggiunta |
| ----------------- | ------------------- |
| Australia         | 62                  |
| Francia           | 185                 |
| Regno Unito       | 82                  |
| Stati Uniti       | 80                  |